# Anis Gallali
Anis Gallali, né le 15 juillet 1972, est un athlète tunisien, spécialiste du saut en longueur.

## Biographie
Anis Gallali remporte le titre du saut en longueur des championnats d'Afrique 1996, à Yaoundé au Cameroun, en devançant avec la marque de 7,81 m le Sénégalais Cheikh Touré et le Gambien Pa Modou Gai. Il obtient la médaille d'argent lors de l'édition suivante, en 1998 à Dakar, en établissant la meilleure performance de sa carrière avec 8,01 m. Ce saut constitue l'actuel record de Tunisie de la discipline.

### Palmarès
| Date | Compétition            | Lieu    | Résultat | Marque |
| ---- | ---------------------- | ------- | -------- | ------ |
| 1996 | Championnats d'Afrique | Yaoundé | 1er      | 7,81 m |
| 1998 | Championnats d'Afrique | Dakar   | 2e       | 8,01 m |

### Records
| Épreuve          | Performance | Lieu  | Date         |
| ---------------- | ----------- | ----- | ------------ |
| Saut en longueur | 8,01 m      | Dakar | 22 août 1998 |